# Cabo San Lucas
Cabo San Lucas is een badplaats in de Mexicaanse deelstaat Baja California Sur. Cabo San Lucas heeft 56.811 inwoners (census 2005) en is gelegen in de gemeente Los Cabos.
Cabo San Lucas ligt aan de uiterst zuidpunt van het schiereiland Neder-Californië. In de prehistorie werd het gebied bewoond door de Pericú. Pas in de 18e eeuw werd het gebied voor het eerst door Europeanen verkend, en de stad werd pas in 1917 gesticht. Vanaf 1974 werd begonnen met de ontwikkeling van de stad als badplaats. Daarmee werd het een van Mexico's grootste toeristentrekkers.

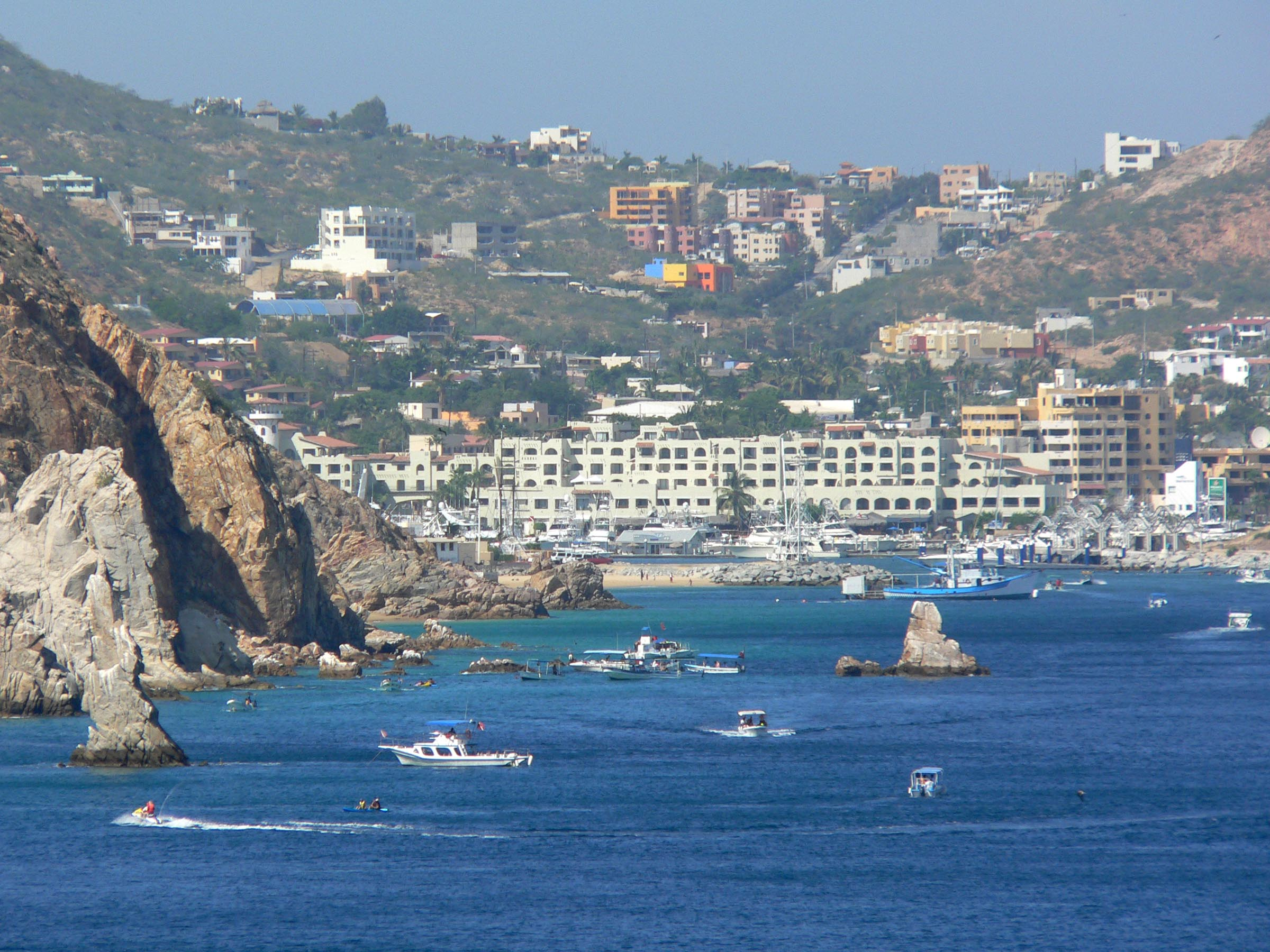
Haven van Cabo San Lucas (2005)

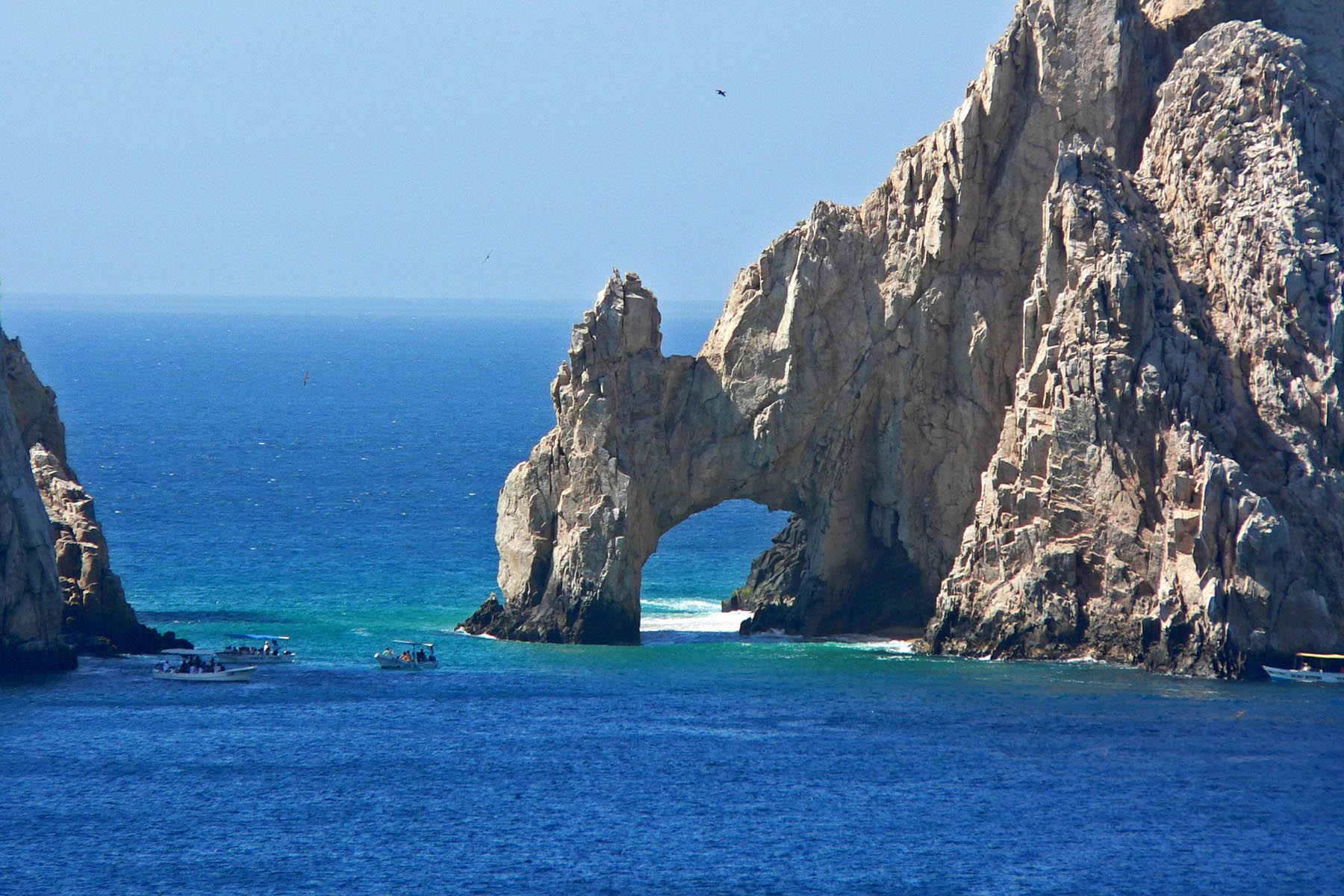
Boog van Cabo San Lucas